# Faschistische Architektur
Die faschistische Architektur ist ein Sammelbegriff für verschiedene architektonische Stile in faschistischen Staaten, vor allem im 20. Jahrhundert. Faschistische Baustile erlebten einen Aufschwung in den 1920er Jahren getrieben durch den aufkommenden Ultranationalismus im Zusammenhang mit dem entstehen von faschistischen Regierungen in Westeuropa. Die Architekturstile erinnern dabei oft an das antike Rom, können aber auch moderne Stile umfassen. Bauwerke der faschistischen Zeit sind oft mit bedacht auf Schlichtheit und Symmetrie konstruiert.
Sowohl Benito Mussolini als auch Adolf Hitler verwendeten neue architektonische Stile (Variationen von Rationalismus und Klassizismus) als ein Mittel die Einwohner ihrer Staaten auf ihre Seite zu ziehen, ihre neue Era von nationalistischer Kultur darzustellen und ihre absoluten Herrschaftsansprüche zu legitimieren.

## Geschichte
Die faschistischen Stile der Architektur stellen die politische Ideologie des Faschismus, welcher sich nach dem Ersten Weltkrieg in Europa etablierte, dar. Der Grundgedanke dieser Ideologie ist dominiert von einem nationalistisch geprägten Volk, welches von einer totalitären Regierung beherrscht wird. Die Vorstellung eines starken, zusammenhaltenden und ökonomisch stabilen Landes stellte nach den physischen und wirtschaftlichen Zerstörungen des Ersten Weltkrieges für viele Länder Westeuropas eine Perspektive dar, welches zum Aufleben faschistischer und korporatistischer Gesellschaftsformen beitrug.

## Italienischer und Deutscher Faschismus

### Italien
Faschistische Architektur in der Form des Rationalismus wurde unter der Regierung Benito Mussolinis von 1922 bis 1943 populär. In dieser Zeit baute er die Italienische Exekutivrolle des Premierministers zu einer Diktatur um. Ein paar Jahre nach seinem Amtsantritt wurde er bereits als "Il Duce" (Der Führer) bezeichnet. In dieser Zeit widmete er sich der Aufgabe die Demokratie und den Ideologismus in Italien zu einer totalitären, faschistischen Diktatur umzubauen. Er verwendete alle Arten von Medien, unter anderem die architektonischen Identität. Der neue, moderne Stil der Architektur war ein Weg seine Vision eines vereinten und faschistischen Italiens zu propagieren. Als Mussolini nach einem faschistischen Architekturstil verlangte, verwendeten seine Architekten den Stil des antiken Roms um somit historische Parallelen zu ziehen und nationalistischen Ehrgeiz zu erwecken. Architektur war ein Weg, den Mussolini nutzte, um eine neue Epoche in der Geschichte Italiens zu markieren.

### Deutsches Reich
Beim Amtsantritt Adolf Hitlers 1933 als Reichskanzler, die als Machtergreifung inszeniert wurde, begann er mit der Transformation der Weimarer Republik in eine faschistische Diktatur. Um die Bevölkerung für die nationalsozialistische Ideologie zu gewinnen und den Anbruch einer neuen Zeit zu markieren, beschloss er viele deutsche Städte umzugestalten, darunter Berlin, Hamburg und München. Hitler wollte mithilfe monumentaler Bauwerke im klassizistischen Stil die Größe der Arischen Rasse und damit des dritten Reiches zeigen. Hitler wurde stark von Mussolinis Bauwerken in Rom und der Wiener Ringstraßenarchitektur mit seinen Monumentalbauten beeinflusst.
In Berlin (unter dem Namen Germania) sollten zwei riesige Prachtstraßen, welche größer als die Champs Élysées gewesen wären, als Sichtachsen gebaut werden. Teile dieser Straßen wie die Charlottenburger Chaussee (heute Straße des 17. Juni) bestanden schon oder wurden erweitert. An der Kreuzung der Sichtachsen sollte die Große Halle entstehen, ein Pantheon ähnlicher Monumentalbau mit einem Kuppeldurchmesser von 280 m. Die Bauarbeiten wurden nach der Machtübernahme der Nationalsozialisten begonnen und erst relativ spät im Krieg abgebrochen. Das Haus des Fremdenverkehrs und die neue Reichskanzlei wurden fertiggestellt aber mit der Entnazifizierung der Sowjetunion ab 1945 abgerissen. Planungsoberhaupt war Albert Speer, der ab 1937 als "Generalbauinspektor der Reichshauptstadt" über enorme Ressourcen verfügte.
Hitler ließ die Bauwerke aufwendig inszenieren, um sie als Propaganda einzusetzen.

## Stil
Faschistische Architekturstile begannen im frühen 20. Jahrhundert populär zu werden. Der italienische Stil wurde auch von der rationalistischen Kunstrichtung in den 20er-Jahren beeinflusst. Rationalistische Architektur wurde, mit der Hilfe der italienischen Regierung, ein Zeichen für die neue Epoche in der Kultur. Im dritten Reich sollten die Monumentalbauten den Zusammenhalt durch sogenannte "Massenerlebnisse" stärken, Events, bei denen tausende Zuschauer teilnehmen und Reden von Hitler oder NSDAP-Führern zuhören konnten.
Die faschistische Architektur übernimmt viele Elemente aus der Architektur des antiken Roms deren Gebäude oft sehr groß, symmetrisch und nicht abgerundet waren. Die Bauwerke sollten schon allein durch ihre Größe ehrfurchtgebietend sein und waren oft aus Kalkstein oder anderen haltbaren Materialien gebaut, um die Gesamtheit der faschistischen Ära zu überdauern und eindrucksvolle Ruinen zu erzeugen (und somit nach ihrer eigentlichen Aufgabe noch einen weiteren Zweck zu erfüllen). Die Gebäudefassaden waren oft sehr flach, mit wenig oder gar keiner Dekoration. Diese allgemeingültigen Regeln tragen zur einfachen Ästhetik der faschistischen Architektur bei. All diese Aspekte wurden von den Diktatoren verwendet, um die totalitären Machtansprüche der faschistischen Regierungen darzustellen. Hitler und Mussolini verwendeten diese Bauwerke auch in ihrer Propaganda um der Welt zu zeigen, welche Macht und Stärke ihre Länder hatten.

## Architekten
- Giuseppe Terragni
- Marcello Piacentini
- Albert Speer

## Bauwerke

### Rom
- Esposizione Universale di Roma
- Palazzo della Civiltà Italiana (Bauwerk im Esposizione Universale di Roma)

- Palazzo di Giustizia

### Berlin
- Große Halle
- neue Reichskanzlei
- Haus des Fremdenverkehrs
- Olympiastadion

### Nürnberg
- Reichsparteitagsgelände
- Deutsches Stadion